# Бродгед (Вісконсин)
Бродгед (англ. Brodhead) — місто (англ. city) в США, в округах Ґрін і Рок штату Вісконсин. Населення — 3274 особи (2020).

## Географія
Бродгед розташований за координатами 42°37′1″ пн. ш. 89°22′31″ зх. д. / 42.61694° пн. ш. 89.37528° зх. д. (42.617067, -89.375265).  За даними Бюро перепису населення США в 2010 році місто мало площу 4,75 км², уся площа — суходіл.

## Демографія
Згідно з переписом 2010 року, у місті мешкали 3293 особи в 1346 домогосподарствах у складі 851 родини. Густота населення становила 693 особи/км².  Було 1452 помешкання (305/км²).
Расовий склад населення:
| - 96,4 % — білих - 0,5 % — азіатів - 0,3 % — корінних американців - 0,1 % — чорних або афроамериканців - 1,9 % — осіб інших рас |

До двох чи більше рас належало 0,8 %. Частка іспаномовних становила 3,8 % від усіх жителів.
За віковим діапазоном населення розподілялося таким чином: 25,0 % — особи молодші 18 років, 57,4 % — особи у віці 18—64 років, 17,6 % — особи у віці 65 років та старші. Медіана віку мешканця становила 38,4 року. На 100 осіб жіночої статі у місті припадало 89,6 чоловіків;  на 100 жінок у віці від 18 років та старших — 87,9 чоловіків також старших 18 років.
Середній дохід на одне домашнє господарство  становив 48 668 доларів США (медіана — 40 767), а середній дохід на одну сім'ю — 60 605 доларів (медіана — 59 792). Медіана доходів становила 40 245 доларів для чоловіків та 29 405 доларів для жінок. За межею бідності перебувало 9,3 % осіб, у тому числі 12,6 % дітей у віці до 18 років та 10,6 % осіб у віці 65 років та старших.
Цивільне працевлаштоване населення становило 1661 особа. Основні галузі зайнятості: виробництво — 29,6 %, освіта, охорона здоров'я та соціальна допомога — 17,6 %, роздрібна торгівля — 11,3 %, мистецтво, розваги та відпочинок — 8,9 %.